# Олдувайская культура
Олдува́йская культу́ра (олдованская культура, галечная культура) — наиболее примитивная культура обработки камня, в которой для получения острого края камень раскалывался обычно просто пополам, без дополнительной доработки.

## История открытия
Впервые олдован был открыт Луисом Лики в Восточной Африке (Танзания) в конце 1920-х — начале 1930-х гг. Термин «олдован» был использован в 1935 году.

## Орудия
Для олдованских индустрий характерны четыре группы каменных находок — орудия, утилизированный материал, дебитаж (немодифицированные отщепы и обломки), манупорты. Среди орудий представлены рубила (чопперы) пяти разновидностей (боковые, концевые, двулезвийные, стрельчатые, долотовидные), протобифасы, дискоиды, сфероиды, субсфероиды, полиэдры, скребки крупные и мелкие, проторезцы, некоторые разновидности орудий с ретушью, в том числе ножи (knife-like tools), отщепы и обломки с ретушью.

## Временные рамки
Возникла около 2,6 млн лет назад, исчезла около 1 млн лет назад.

## Носители
Достоверно известно, что первые галечные орудия могли создавать представители вида Homo habilis. Вопрос о том, могли ли создавать орудия труда австралопитеки, остаётся открытым. Единственным австралопитеком, рядом с которым найдены осколки костей антилоп и галечные орудия труда, является австралопитек гархи (2,6—2,5 млн л. н.). Каменные орудия типа ранний олдувай из местонахождения Ньяянга (Nyayanga), расположенного на полуострове Хома озера Виктория на западе Кении, датируются возрастом 2,9 млн лет (от 3,032 до 2,581 млн л. н.). Кроме того там обнаружили пару самых древних известных массивных коренных зубов парантропа; на фрагменте ребра одного бегемота был обнаружен глубокий порез, а на голени другого выявлена серия из четырёх коротких параллельных порезов.
Осколки, похожие на артефакты олдувайской культуры, могут из кварца и кремня «создавать» представители семейства лошадиных (ослы, лошади), разбивая их копытами. Поэтому для отдельных находок галечных каменных орудий могут потребоваться повторные исследования на подлинность.

## География

### Африка
Название культуры дано по части Восточно-Африканской рифтовой системы — Олдувайскому ущелью в Серенгети (Танзания), в районе кратера Нгоронгоро. Здесь Луисом Лики и его женой Мэри были обнаружены остатки многослойных поселений эпохи палеолита. Нижние слои (около 1,8—1,7 млн лет назад) дали название олдувайской культуре. Здесь были обнаружены останки зинджантропа и презинджантропа, а верхние слои, которые были отнесены к шелльской и ашельской культурам, содержали останки олдувайского питекантропа. А в 1960 году супругами Лики здесь был обнаружен человек умелый.
На основании своих находок семья Лики выдвинула гипотезу африканского происхождения человека с первичной локализацией в том числе и в районе Олдувайского ущелья.
В Кении в пачке Локалелей-1 (Lokalalei, Округ Туркана, Рифт-Валли) каменные орудия возрастом 2,6 млн л. н. похожи на олдувайские.
В Эфиопии в слое Бокол-Дора 1 в Леди-Герару орудия, изготовленные по олдувайской технологии, датируются возрастом 2,58—2,61 млн лет назад. Галечные орудия (чопперы) из эфиопского местонахождения Када Гона, датируемые возрастом 2,55—2,58 млн лет назад, более архаичны, чем классические орудия олдувайской культуры, но более прогрессивны, чем орудия из Бокол Доры 1.
Орудия из танзанийского местонахождения Эвасс Олдупа (Ewass Oldupa) имеют много общих технических характеристик с Канжерой Южной (Kanjera South), Феджеджем (Fejej) и, в некоторой степени, с Фридой Лики Коронго Зиндж (FLK Zinj), но при этом полностью отсутствует сходство с орудиями ломеквийской культуры из Ломекви. По некоторым аспектам каменная индустрия Эвасс Олдупы лучше всего соответствует техно-типологическому профилю, наблюдаемому на более старых олдованских памятниках из Када Гоны (Гона 10 и Гона 12). PCA выявляет в индустрии Эвасс Олдупы мозаику ранних и классических олдувайских черт, которые находятся между более старыми > 2 млн лет и более молодыми олдувайскими ассамбляжами ≤1,85 млн лет, где изобилуют сфероиды.
В Кокиселее, что на северо-западном берегу озера Туркана (Кения), также были обнаружены инструменты ашельского и олдувайского типов в одних и тех же пластах гравия, песка и аргиллита возрастом 1,76 млн лет. Данные находки дают возможность предположить, что к моменту, когда люди олдувайской культуры впервые начали покидать Африку, ашельская культура уже существовала. На острове Сокотра олдувайские орудия были найдены в 2008 году.

### Евразия
В России орудия олдувайского типа выявлены на стоянках Краснодарского края (Кермек и др.) и Дагестана (Айникаб-1, Мухкай II и др.). В Крыму к олдовану относятся стоянки Коз, Эчки-1 и Аслан.
Самые северные стоянки олдувайской культуры Байраки и Крецешты найдены в Молдавии в пойменных отложениях палео-Днестра.